# NGC 5232
NGC 5232 is een spiraalvormig sterrenstelsel in het sterrenbeeld Maagd. Het hemelobject werd op 30 mei 1864 ontdekt door de Duitse astronoom Albert Marth.

## Synoniemen
- MCG -1-35-3
- IRAS 13335-0814
- PGC 47998